# クリタウォーターガッシュ昭島
クリタウォーターガッシュ昭島（くりたウォーターガッシュあきしま、英: Kurita Water Gush Akishima）は、昭島市をホストエリアとする、ジャパンラグビーリーグワンのラグビーチームである。練習グラウンドは栗田工業昭島グラウンド。公式略称は「WG昭島」。

## チーム理念
チーム理念は、「ラグビーと仕事の両立を通じて高い目標に挑戦し続け、観る人すべてに勇気を与え、感動を共にする」。「プライド」「感謝」「規律」を通じて強く結ばれた組織を形成し、個人が人間を磨くポリシーを「クリタWAY」として掲げている。

## 概要
1962年、大阪にて創部。1967年に関西社会人Aリーグに昇格し、同年には全国社会人大会に初出場した。1964年、大阪実業団リーグにおいて無失点で全勝優勝した。1967年・1973年には全国大会ベスト8となる。
1978年に東京への移転にともない、関東社会人リーグ2部に参加し優勝を果たし、翌年の関東社会人リーグ1部に昇格した。
1987年には神奈川県厚木市に栗田工業総合グラウンド が完成し、チームの本拠地となる（現在は移転）。
1993年、関東社会人リーグ2部に降格したが、1998年に関東社会人リーグ1部に再び昇格。また準本拠地として海老名運動公園陸上競技場も使用していた。
2003年に社会人トップリーグがスタートし、その2部リーグとなるトップイースト10で活動。
2018年10月からは、活動拠点を現在の東京都昭島市に移転、ホームグラウンドが栗田工業昭島グラウンドとなる。2018-19シーズンから、トップリーグの新しい2部リーグであるトップチャレンジリーグで活動。
2021年7月16日、2022年スタートの新リーグジャパンラグビーリーグワンの3部リーグ（DIVISION3）へ、振り分けが決定した。ホストゲーム（主催試合）では、栗田工業昭島グラウンドを含め、昭島市内に開催基準を充足する会場がないため、秩父宮ラグビー場、AGFフィールド、厚木市荻野運動公園陸上競技場を使用している。
リーグワン初年度の2022シーズンはDIVISION3（3部）で、6チームの最下位となった。2022-23シーズン、2023-24シーズンでは、DIVISION3（3部）5チーム中3位となった。
2024年8月28日、チーム強化と人材育成を目的として、ニュージーランドのブルーズとパートナーシップ契約締結を発表した。

## 2024-25シーズンの順位
| \| \| JAPAN RUGBY LEAGUE ONE 2024-25 DIVISION 3 順位表（2025年5月11日時点）出典：[15] \| 編集 \| | | | | | | | | | | | | | | |                                                                          |                                                                          |
| リーグ戦 順位 | チーム | 試合数 | 勝ち点 | 勝 | 分 | 負 | 得点 | 失点 | 得失差 | T | G | PG | DG | 反則数 | 入替戦                                                                   | 最終結果                                                                 |
| 優勝 | マツダスカイアクティブズ広島 | 14 | 56 | 11 | 0 | 3 | 567 | 235 | 332 | 85 | 62 | 6 | 0 | 160 | 第14節で優勝決定、第13節で入替戦進出決定 DIVISION2 8位と入替戦           | 残留                                                                     |
| 2位 | 狭山セコムラガッツ | 15 | 55 | 11 | 0 | 4 | 593 | 317 | 276 | 87 | 61 | 12 | 0 | 179 | 第13節で入替戦進出が決定 DIVISION2 7位と入替戦                           | 残留                                                                     |
| 3位 | クリタウォーターガッシュ昭島 | 15 | 43 | 9 | 0 | 6 | 529 | 402 | 127 | 77 | 54 | 12 | 0 | 180 |                                                                          |                                                                          |
| 4位 | 中国電力レッドレグリオンズ | 14 | 23 | 5 | 0 | 9 | 319 | 474 | -155 | 40 | 28 | 21 | 0 | 166 |                                                                          |                                                                          |
| 5位 | ヤクルトレビンズ戸田 | 15 | 23 | 5 | 0 | 10 | 298 | 537 | -239 | 41 | 21 | 12 | 0 | 183 |                                                                          |                                                                          |
| 6位 | ルリーロ福岡 | 15 | 13 | 3 | 0 | 12 | 266 | 607 | -341 | 34 | 24 | 16 | 0 | 212 |                                                                          |                                                                          |
| | | | | | | | | | | | | | | |                                                                          |                                                                          |
| - 勝ち点は、勝ち4点、引き分け2点、負け0点。 - ただし、7点差以内の負けは1点を付与、3トライ差以上での勝ちは追加で1点を付与。 - 同じ勝ち点である場合は下記の順番で順位を決定する。 1. 勝ち点 2. 勝利数 3. ①および②が同数であったチーム間の勝ち点 4. ①、②および③が同数であったチーム間の得失点差 5. 全試合の得失点差 6. 当該チーム間のトライ数 7. 全試合でのトライ数 8. 当該チーム間のトライ後のゴール数 9. 全試合でのトライ後のゴール数 10. 抽選 | - 勝ち点は、勝ち4点、引き分け2点、負け0点。 - ただし、7点差以内の負けは1点を付与、3トライ差以上での勝ちは追加で1点を付与。 - 同じ勝ち点である場合は下記の順番で順位を決定する。 1. 勝ち点 2. 勝利数 3. ①および②が同数であったチーム間の勝ち点 4. ①、②および③が同数であったチーム間の得失点差 5. 全試合の得失点差 6. 当該チーム間のトライ数 7. 全試合でのトライ数 8. 当該チーム間のトライ後のゴール数 9. 全試合でのトライ後のゴール数 10. 抽選 | - 勝ち点は、勝ち4点、引き分け2点、負け0点。 - ただし、7点差以内の負けは1点を付与、3トライ差以上での勝ちは追加で1点を付与。 - 同じ勝ち点である場合は下記の順番で順位を決定する。 1. 勝ち点 2. 勝利数 3. ①および②が同数であったチーム間の勝ち点 4. ①、②および③が同数であったチーム間の得失点差 5. 全試合の得失点差 6. 当該チーム間のトライ数 7. 全試合でのトライ数 8. 当該チーム間のトライ後のゴール数 9. 全試合でのトライ後のゴール数 10. 抽選 | - 勝ち点は、勝ち4点、引き分け2点、負け0点。 - ただし、7点差以内の負けは1点を付与、3トライ差以上での勝ちは追加で1点を付与。 - 同じ勝ち点である場合は下記の順番で順位を決定する。 1. 勝ち点 2. 勝利数 3. ①および②が同数であったチーム間の勝ち点 4. ①、②および③が同数であったチーム間の得失点差 5. 全試合の得失点差 6. 当該チーム間のトライ数 7. 全試合でのトライ数 8. 当該チーム間のトライ後のゴール数 9. 全試合でのトライ後のゴール数 10. 抽選 | - 勝ち点は、勝ち4点、引き分け2点、負け0点。 - ただし、7点差以内の負けは1点を付与、3トライ差以上での勝ちは追加で1点を付与。 - 同じ勝ち点である場合は下記の順番で順位を決定する。 1. 勝ち点 2. 勝利数 3. ①および②が同数であったチーム間の勝ち点 4. ①、②および③が同数であったチーム間の得失点差 5. 全試合の得失点差 6. 当該チーム間のトライ数 7. 全試合でのトライ数 8. 当該チーム間のトライ後のゴール数 9. 全試合でのトライ後のゴール数 10. 抽選 | - 勝ち点は、勝ち4点、引き分け2点、負け0点。 - ただし、7点差以内の負けは1点を付与、3トライ差以上での勝ちは追加で1点を付与。 - 同じ勝ち点である場合は下記の順番で順位を決定する。 1. 勝ち点 2. 勝利数 3. ①および②が同数であったチーム間の勝ち点 4. ①、②および③が同数であったチーム間の得失点差 5. 全試合の得失点差 6. 当該チーム間のトライ数 7. 全試合でのトライ数 8. 当該チーム間のトライ後のゴール数 9. 全試合でのトライ後のゴール数 10. 抽選 | - 勝ち点は、勝ち4点、引き分け2点、負け0点。 - ただし、7点差以内の負けは1点を付与、3トライ差以上での勝ちは追加で1点を付与。 - 同じ勝ち点である場合は下記の順番で順位を決定する。 1. 勝ち点 2. 勝利数 3. ①および②が同数であったチーム間の勝ち点 4. ①、②および③が同数であったチーム間の得失点差 5. 全試合の得失点差 6. 当該チーム間のトライ数 7. 全試合でのトライ数 8. 当該チーム間のトライ後のゴール数 9. 全試合でのトライ後のゴール数 10. 抽選 | - 勝ち点は、勝ち4点、引き分け2点、負け0点。 - ただし、7点差以内の負けは1点を付与、3トライ差以上での勝ちは追加で1点を付与。 - 同じ勝ち点である場合は下記の順番で順位を決定する。 1. 勝ち点 2. 勝利数 3. ①および②が同数であったチーム間の勝ち点 4. ①、②および③が同数であったチーム間の得失点差 5. 全試合の得失点差 6. 当該チーム間のトライ数 7. 全試合でのトライ数 8. 当該チーム間のトライ後のゴール数 9. 全試合でのトライ後のゴール数 10. 抽選 | - 勝ち点は、勝ち4点、引き分け2点、負け0点。 - ただし、7点差以内の負けは1点を付与、3トライ差以上での勝ちは追加で1点を付与。 - 同じ勝ち点である場合は下記の順番で順位を決定する。 1. 勝ち点 2. 勝利数 3. ①および②が同数であったチーム間の勝ち点 4. ①、②および③が同数であったチーム間の得失点差 5. 全試合の得失点差 6. 当該チーム間のトライ数 7. 全試合でのトライ数 8. 当該チーム間のトライ後のゴール数 9. 全試合でのトライ後のゴール数 10. 抽選 | - 勝ち点は、勝ち4点、引き分け2点、負け0点。 - ただし、7点差以内の負けは1点を付与、3トライ差以上での勝ちは追加で1点を付与。 - 同じ勝ち点である場合は下記の順番で順位を決定する。 1. 勝ち点 2. 勝利数 3. ①および②が同数であったチーム間の勝ち点 4. ①、②および③が同数であったチーム間の得失点差 5. 全試合の得失点差 6. 当該チーム間のトライ数 7. 全試合でのトライ数 8. 当該チーム間のトライ後のゴール数 9. 全試合でのトライ後のゴール数 10. 抽選 | - 勝ち点は、勝ち4点、引き分け2点、負け0点。 - ただし、7点差以内の負けは1点を付与、3トライ差以上での勝ちは追加で1点を付与。 - 同じ勝ち点である場合は下記の順番で順位を決定する。 1. 勝ち点 2. 勝利数 3. ①および②が同数であったチーム間の勝ち点 4. ①、②および③が同数であったチーム間の得失点差 5. 全試合の得失点差 6. 当該チーム間のトライ数 7. 全試合でのトライ数 8. 当該チーム間のトライ後のゴール数 9. 全試合でのトライ後のゴール数 10. 抽選 | - 勝ち点は、勝ち4点、引き分け2点、負け0点。 - ただし、7点差以内の負けは1点を付与、3トライ差以上での勝ちは追加で1点を付与。 - 同じ勝ち点である場合は下記の順番で順位を決定する。 1. 勝ち点 2. 勝利数 3. ①および②が同数であったチーム間の勝ち点 4. ①、②および③が同数であったチーム間の得失点差 5. 全試合の得失点差 6. 当該チーム間のトライ数 7. 全試合でのトライ数 8. 当該チーム間のトライ後のゴール数 9. 全試合でのトライ後のゴール数 10. 抽選 | - 勝ち点は、勝ち4点、引き分け2点、負け0点。 - ただし、7点差以内の負けは1点を付与、3トライ差以上での勝ちは追加で1点を付与。 - 同じ勝ち点である場合は下記の順番で順位を決定する。 1. 勝ち点 2. 勝利数 3. ①および②が同数であったチーム間の勝ち点 4. ①、②および③が同数であったチーム間の得失点差 5. 全試合の得失点差 6. 当該チーム間のトライ数 7. 全試合でのトライ数 8. 当該チーム間のトライ後のゴール数 9. 全試合でのトライ後のゴール数 10. 抽選 | - 勝ち点は、勝ち4点、引き分け2点、負け0点。 - ただし、7点差以内の負けは1点を付与、3トライ差以上での勝ちは追加で1点を付与。 - 同じ勝ち点である場合は下記の順番で順位を決定する。 1. 勝ち点 2. 勝利数 3. ①および②が同数であったチーム間の勝ち点 4. ①、②および③が同数であったチーム間の得失点差 5. 全試合の得失点差 6. 当該チーム間のトライ数 7. 全試合でのトライ数 8. 当該チーム間のトライ後のゴール数 9. 全試合でのトライ後のゴール数 10. 抽選 | - 勝ち点は、勝ち4点、引き分け2点、負け0点。 - ただし、7点差以内の負けは1点を付与、3トライ差以上での勝ちは追加で1点を付与。 - 同じ勝ち点である場合は下記の順番で順位を決定する。 1. 勝ち点 2. 勝利数 3. ①および②が同数であったチーム間の勝ち点 4. ①、②および③が同数であったチーム間の得失点差 5. 全試合の得失点差 6. 当該チーム間のトライ数 7. 全試合でのトライ数 8. 当該チーム間のトライ後のゴール数 9. 全試合でのトライ後のゴール数 10. 抽選 | - 1位はDIVISION2の8位と、 2位はDIVISION2の7位と、 それぞれ入替戦を行う。 | - 1位はDIVISION2の8位と、 2位はDIVISION2の7位と、 それぞれ入替戦を行う。 |
| | JAPAN RUGBY LEAGUE ONE 2024-25 DIVISION 3 順位表（2025年5月11日時点）出典： | 編集 | | | | | | | | | | | | |                                                                          |                                                                          |

## 2025-26シーズンのスコッド
開幕前、2025-26シーズンでの選手登録までは、「チームに所属している選手」の一覧に過ぎないことに留意。
カテゴリA（日本代表の実績または資格あり）は、試合登録枠17名以上、同時出場可能枠11名以上。カテゴリB（日本代表の資格獲得見込み）は、試合登録枠・同時出場可能枠ともに任意。カテゴリC（他国代表歴あり等、カテゴリ A, B以外）は、試合登録枠3名以下。
クリタウォーターガッシュ昭島の2025-26シーズンのスコッドは下記のとおり。2025年6月5日現在。
ヘッドコーチ: ウィクリフ・パールー
| 選手                   | ポジション     | 身長  | 体重  | 誕生日（年齢）         | 登録区分  |
| ---------------------- | -------------- | ----- | ----- | ---------------------- | --------- |
| 辻村翔平               | プロップ       | 181cm | 118kg | 1999年7月13日（25歳）  | カテゴリA |
| 田草川恵               | プロップ       | 171cm | 100kg | 1999年8月15日（25歳）  | カテゴリA |
| 栗山塁                 | プロップ       | 178cm | 110kg | 1998年8月13日（26歳）  | カテゴリA |
| 渋谷圭                 | プロップ       | 181cm | 112kg | 1997年7月24日（27歳）  | カテゴリA |
| 小山翔也               | プロップ       | 175cm | 105kg | 1996年12月19日（28歳） | カテゴリA |
| 梶原瑛                 | プロップ       | 180cm | 117kg | 1996年2月5日（29歳）   | カテゴリA |
| 出渕賢史               | プロップ       | 175cm | 110kg | 1990年5月30日（35歳）  | カテゴリA |
| 細矢一颯               | プロップ       | 173cm | 110kg | 2002年1月4日（23歳）   | カテゴリA |
| 大谷晃生               | プロップ       | 182cm | 110kg | 2003年2月14日（22歳）  | カテゴリA |
| 河井祐樹               | プロップ       | 184cm | 121kg | 2002年10月5日（22歳）  | カテゴリA |
| 井口龍太郎             | フッカー       | 177cm | 100kg | 2000年6月27日（24歳）  | カテゴリA |
| 金子隼                 | フッカー       | 170cm | 95kg  | 1999年6月30日（25歳）  | カテゴリA |
| 北條耕太               | フッカー       | 173cm | 89kg  | 1997年9月14日（27歳）  | カテゴリA |
| 栗原良多               | フッカー       | 178cm | 105kg | 1995年3月24日（30歳）  | カテゴリA |
| デーモン・レエスアス   | ロック         | 200cm | 115kg | 1993年1月20日（32歳）  | カテゴリA |
| テビタ・オト           | ロック         | 184cm | 106kg | 1998年3月7日（27歳）   | カテゴリA |
| 山﨑海                 | ロック         | 188cm | 105kg | 1999年6月6日（26歳）   | カテゴリA |
| 川瀬大輝               | ロック         | 180cm | 95kg  | 1994年11月10日（30歳） | カテゴリA |
| 中村謙吾               | ロック         | 184cm | 110kg | 1994年4月20日（31歳）  | カテゴリA |
| 中村匡汰               | ロック         | 188cm | 108kg | 1998年2月21日（27歳）  | カテゴリA |
| 椎名耀二               | ロック         | 180cm | 95kg  | 2001年8月20日（23歳）  | カテゴリA |
| 中尾泰星               | フランカー     | 170cm | 90kg  | 1998年5月23日（27歳）  | カテゴリA |
| テアレキ・ベンニコラス | ナンバー8      | 194cm | 108kg | 1995年7月18日（29歳）  | カテゴリB |
| 新和田錬               | スクラムハーフ | 171cm | 75kg  | 2000年5月15日（25歳）  | カテゴリA |
| 杉原駿                 | スクラムハーフ | 172cm | 75kg  | 1999年12月15日（25歳） | カテゴリA |
| 中村翔                 | スクラムハーフ | 176cm | 80kg  | 1997年10月7日（27歳）  | カテゴリA |
| 林田拓朗               | スタンドオフ   | 172cm | 90kg  | 1997年11月28日（27歳） | カテゴリA |
| 菅沼神兵               | スタンドオフ   | 178cm | 80kg  | 1992年12月21日（32歳） | カテゴリA |
| ピアーズ・フランシス   | スタンドオフ   | 183cm | 90kg  | 1990年6月20日（34歳）  | カテゴリC |
| 半田裕己               | スタンドオフ   | 173cm | 85kg  | 2001年11月29日（23歳） | カテゴリA |
| 池澤佑尽               | スタンドオフ   | 180cm | 85kg  | 2001年10月11日（23歳） | カテゴリA |
| 江本洸志               | ウイング       | 173cm | 76kg  | 2000年1月12日（25歳）  | カテゴリA |
| 杉山祐太               | ウイング       | 185cm | 90kg  | 1998年10月4日（26歳）  | カテゴリA |
| 杉森健太郎             | ウイング       | 170cm | 72kg  | 1993年7月21日（31歳）  | カテゴリA |
| 細元亮                 | ウイング       | 170cm | 80kg  | 2001年6月8日（23歳）   | カテゴリA |
| 山本快                 | ウイング       | 176cm | 85kg  | 2002年5月15日（23歳）  | カテゴリA |
| 松島聡                 | センター       | 172cm | 75kg  | 2001年1月8日（24歳）   | カテゴリA |
| 柳田翔吾               | センター       | 180cm | 90kg  | 2000年4月19日（25歳）  | カテゴリA |
| 横田大輝               | センター       | 185cm | 95kg  | 1999年9月21日（25歳）  | カテゴリA |
| 石塚勝己               | センター       | 183cm | 90kg  | 2001年7月6日（23歳）   | カテゴリA |
| 榎本拓真               | センター       | 184cm | 88kg  | 2002年8月10日（22歳）  | カテゴリA |
| 横山伊織               | センター       | 176cm | 92kg  | 2002年5月18日（23歳）  | カテゴリA |

## 戦績

### 全国社会人大会
| 回 | 年度 | 地区 | 成績      | 試 | 勝 | 分 | 敗 | 得 | 失 | 差  | 備考                     |
| -- | ---- | ---- | --------- | -- | -- | -- | -- | -- | -- | --- | ------------------------ |
| 20 | 1967 | 大阪 | ベスト8   | 2  | 1  | 0  | 1  | 36 | 39 | -3  | 栗田工業のチーム名で出場 |
| 25 | 1972 | 大阪 | 1回戦敗退 | 1  | 0  | 0  | 1  | 6  | 22 | -16 |                          |
| 26 | 1973 | 大阪 | ベスト8   | 2  | 1  | 0  | 1  | 55 | 74 | -19 |                          |
| 27 | 1974 | 大阪 | 1回戦敗退 | 1  | 0  | 0  | 1  | 9  | 40 | -31 |                          |
| 28 | 1975 | 大阪 | 1回戦敗退 | 1  | 0  | 0  | 1  | 4  | 70 | -66 |                          |
| 31 | 1978 | 関東 | 1回戦敗退 | 1  | 0  | 0  | 1  | 10 | 29 | -19 |                          |
| 33 | 1980 | 関東 | 1回戦敗退 | 1  | 0  | 0  | 1  | 6  | 28 | -22 |                          |
| 35 | 1982 | 関東 | 1回戦敗退 | 1  | 0  | 0  | 1  | 9  | 23 | -14 |                          |
| 36 | 1983 | 関東 | ベスト8   | 2  | 1  | 0  | 1  | 22 | 40 | -18 |                          |
| 38 | 1985 | 関東 | 1回戦敗退 | 1  | 0  | 0  | 1  | 10 | 31 | -21 |                          |

### 関東社会人リーグ
- 1997-1998 関東社会人リーグ2部Dブロック 優勝（7勝）
- 1998-1999 関東社会人リーグ1部Bグループ 優勝（7勝）
- 1999-2000 関東社会人リーグ1部Bグループ 優勝（7勝）
- 2000-2001 関東社会人リーグ1部Aグループ 5位（3勝3敗1分）
- 2001-2002 関東社会人リーグ1部Aグループ 3位（5勝2敗）
- 2002-2003 関東社会人リーグ1部Aグループ 優勝（6勝1敗）、トップイースト10へ参入

### ジャパンラグビートップリーグ
- 2003-2004 トップイースト10 6位（4勝5敗）
- 2004-2005 トップイースト10 6位（4勝5敗）
- 2005-2006 トップイースト10 4位（6勝3敗）
- 2006-2007 トップイースト11 5位（6勝4敗）
- 2007-2008 トップイースト11 7位（4勝6敗）
- 2008-2009 トップイースト11 8位（3勝7敗）
- 2009-2010 トップイーストリーグ 6位（5勝5敗1分）
- 2010-2011 トップイーストリーグ 5位（7勝4敗）
- 2011-2012 トップイーストリーグDiv.1 6位（4勝5敗）
- 2012-2013 トップイーストリーグDiv.1 5位（5勝4敗）
- 2013-2014 トップイーストリーグDiv.1 4位（6勝3敗）
- 2014-2015 トップイーストリーグDiv.1 5位（6勝3敗）
- 2015-2016 トップイーストリーグDiv.1 5位（5勝4敗）
- 2016-2017 トップイーストリーグDiv.1 4位（6勝3敗）
- 2017-2018 トップイーストリーグDiv.1 優勝（9勝）、3地域チャレンジ：1位、トップチャレンジリーグへ自動昇格
- 2018-2019 トップチャレンジリーグ 4位（1stステージ：4位 4勝3敗、2ndステージ：3敗）、トップリーグ入替戦：敗戦、トップチャレンジリーグ残留
- 2019-2020 トップチャレンジリーグ 5位（3勝4敗）、トップリーグカップ プール戦敗退（プール戦：5位 1勝4敗）
- 2020-2021シーズン トップチャレンジリーグ 6位（リーグ戦：Aグループ4位 3敗、順位決定戦：5位決定戦 敗戦）

### ジャパンラグビーリーグワン
| シーズン | DIVISION  | 最終順位 | リーグ順位  | 試合数 | 勝点 | 勝 | 分 | 負 | 得点 | 失点 | 得失差 | 入替戦 プレーオフ | 備考                 |
| -------- | --------- | -------- | ----------- | ------ | ---- | -- | -- | -- | ---- | ---- | ------ | ----------------- | -------------------- |
| 2022     | DIVISION3 | 6位      | 5位/6チーム | 10     | 10   | 2  | 0  | 8  | 170  | 297  | -127   | 順位決定戦6位     | [ 18 ]               |
| 2022-23  | DIVISION3 | 3位      | 3位/5チーム | 12     | 24   | 5  | 0  | 7  | 365  | 373  | -8     | 入替戦敗退・残留  | [ 19 ] [ 20 ]        |
| 2023-24  | DIVISION3 | 3位      | 3位/5チーム | 12     | 20   | 5  | 0  | 7  | 369  | 452  | -83    | 入替戦敗退・残留  | [ 21 ] [ 22 ] [ 23 ] |
| 2024-25  | DIVISION3 | 3位      | 3位/8チーム | 15     | 43   | 9  | 0  | 6  | 529  | 402  | 127    | なし              | [ 24 ]               |

### タイトル
最上位リーグ - なし
下位リーグ
- トップイーストリーグDiv.1　優勝：1回（2017）

## マスコットキャラクター
- クジラ - 愛称は無い。1961年に昭島市内で発見されたクジラの化石「アキシマクジラ」[25] にヒントを得た[3]。

## スポンサー

### パートナーシップ契約
- 興和 - 2022-23シーズンからジャージに「バンテリン」ロゴ。2023年2月9日にパートナーシップ契約を締結[26]。

## 過去の所属選手
- 井口雅勝
- ウィクリフ・パールー
- 片岡将
- 小樋山樹
- ジョネ・ツラガニヴァル・ナベテレヴ
- タマティ・エリソン
- ネッド・ハニガン
- パーカーアッシュ
- ベン・ポルドリッジ
- 丸山尚城
- 山菅一史
- レオン・エリソン
- 江島佑太
- 前田篤志
- 諏訪弘樹
- ギディオン・コイージェレンバーグ
- フェインガ・ファカイ
- 石森大雄
- アンドリュー・ディーガン
- 中島拓也
- トム・イングリッシュ
- 水野拓人
- 井出三四郎

【2023-24シーズンで退団】
- 本村旨崇
- 中尾光男
- 金亨志
- 坂本英人
- アントニオ・ミカエリトゥー
- トゥマナワポハトゥダラスタファイ
- ホセア・サウマキ

【2025年6月退団】
- マイク・ウィリアムズ
- ハリソン・ブリューワー
- ジェイミー・ヴァカラヒ
- 石井洋介
- 大政亮
- レオ・ゴードン
- キング・マックスウェル
- 濱副慧悟